# Ховме (дегестан, Решт)
Ховме (перс. حومه) — дегестан в Ірані, в Центральному бахші, в шагрестані Решт остану Ґілян. За даними перепису 2006 року, його населення становило 20703 особи, які проживали у складі 5832 сімей.

## Населені пункти
До складу дегестану входять такі населені пункти:
- Бала-Куїх
- Біджар-Боне
- Біджар-Пес
- Вішка-Суке
- Ґарфам
- Ґураб
- Ду-Аб-Мардах
- Каж-Дег
- Корчундан
- Лече-Ґураб
- Мішамандан
- Паїн-Куїх
- Пачкенар
- Пір-Кола-Чаг
- Піше-Вар
- Полку
- Рокан-Сара
- Суке
- Туйсарвандан
- Тучі-Пає-Баст
- Хаджан-е-Ду-Данґ
- Хаджан-е-Чагар-Данґ
- Хана-Чаг
- Шалку
- Шекар-Естелах